# Madeline Zima
Madeline Rose Zima (New Haven, Connecticut, 16 de septiembre de 1985) es una actriz estadounidense. 
Es conocida principalmente por su papel como Grace Sheffield durante seis años en la serie de televisión The Nanny, o más recientemente como Mia Cross en la comedia dramática de Showtime Californication y como Gretchen en Héroes.

## Primeros años
Zima nació en New Haven, hija de Marie y Dennis Zima. Tiene dos hermanas menores, Vanessa e Yvonne, las cuales también son actrices. Su apellido significa "invierno" en polaco y proviene de su abuelo paterno que era de Polonia.

## Carrera
Zima comenzó su carrera a los dos años de edad, cuando fue seleccionada para aparecer en un comercial de televisión del suavizante Downy. Desempeñó el papel de Grace Sheffield en la serie de televisión The Nanny durante seis años.
En 2007, Zima personificó a Mia Cross, una mujer sexualmente precoz y mundana de 16 años de edad en la serie de televisión Californication.
En 2018 escribió, produjo y dirigió el cortometraje "Warm Human Magic".

## Filmografía

### Cine
| Año  | Película                     | Papel                    | Notas        |
| ---- | ---------------------------- | ------------------------ | ------------ |
| 1992 | La mano que mece la cuna     | Emma Bartel              |              |
| 1993 | Mr. Nanny                    | Kate Mason               |              |
| 1993 | The Last Supper              | Holly                    | Cortometraje |
| 1997 | 'Til There Was You           | Gwen Moss (12 años)      |              |
| 1998 | The Rose Sisters             |                          |              |
| 1998 | Second Chances               | Melinda Judd             |              |
| 1999 | Chasing Secrets              | Jo Ann Foley             | Telefilme    |
| 1999 | Lethal Vows                  | Danielle Farris          | Telefilme    |
| 2000 | The Sandy Bottom Orchestra   | Rachel Green             | Telefilme    |
| 2001 | The Big Leaf Tobacco Company | Girl #1                  | Cortometraje |
| 2003 | Lucy                         | Lucille Ball adolescente | Telefilme    |
| 2004 | A Cinderella Story           | Brianna                  |              |
| 2006 | Looking for Sunday           | Trisha                   |              |
| 2008 | Legacy                       | Zoey Martin              | Video        |
| 2008 | Dimples                      | Frances                  |              |
| 2008 | Streak                       | Stella                   | Cortometraje |
| 2008 | 5 or Die                     | Amelia                   | Cortometraje |
| 2009 | The Collector                | Jill Chase               |              |
| 2010 | Trance                       | Jessica                  |              |
| 2010 | First Dates                  | Kelly                    | Video        |
| 2010 | My Own Love Song             | Billie                   | Telefilme    |
| 2011 | The Family Tree              | Mitzy Steinbacher        |              |
| 2012 | Breaking the Girls           | Alex Layton              |              |
| 2012 | Crazy Kind of Love           | Annie                    |              |
| 2012 | Crazy Eyes                   | Rebecca                  |              |
| 2012 | Lake Effects                 | Lily                     |              |
| 2013 | Stuck                        | Holly                    |              |
| 2014 | From A to B                  | Samantha                 |              |
| 2016 | I Am Watching You            | Nora                     | Telefilme    |
| 2019 | Bombshell                    | Eddie                    |              |
| 2021 | Insight                      | Abby                     |              |
| 2021 | Bliss                        | Doris                    |              |
| 2020 | Diary of a Spy               | Leila                    |              |
| 2024 | Subservience                 | Maggie                   |              |

### Televisión
| Año       | Título                    | Papel                     | Notas                                        |
| --------- | ------------------------- | ------------------------- | -------------------------------------------- |
| 1993      | Law & Order               | Samantha Silver           | Episodio: "Extended Family"                  |
| 1993-1999 | The Nanny                 | Grace Sheffield           | 145 episodios                                |
| 1996      | JAG                       | Cathy Gold                | Episodio: "Sightings"                        |
| 1997      | Touched by an Angel       | Alexandra "Ally"          | Episodio: "Children of the Night"            |
| 1999      | Chicken Soup for the Soul | Katie                     | Episodio: "Starlight, Star Bright"           |
| 2001      | The Nightmare Room        | Alexis Hall               | 2 episodios                                  |
| 2001      | King of the Hill          |                           | Voz 2 episodios                              |
| 2001      | Gilmore Girls             | Lisa                      | Episodio: "Like Mother, Like Daughter"       |
| 2003      | 7th Heaven                | Alice Miller              | Episodio: "Go Ask Alice"                     |
| 2004      | Strong Medicine           | Pam                       | Episodio: "Like Cures Like"                  |
| 2006      | 3 lbs                     | Cassie Mack               | Episodio: "Lost for Words"                   |
| 2007      | Ghost Whisperer           | Maddy Strom               | Episodio: "Mean Ghost"                       |
| 2007      | Grey's Anatomy            | Marissa                   | Episodio: "Forever Young"                    |
| 2007-2011 | Californication           | Mia Lewis "Cross"         | 28 episodios                                 |
| 2009-2010 | Heroes                    | Gretchen Berg             | 11 episodios                                 |
| 2010      | My Boys                   | Ashley                    | Episodio: "Be a Man!"                        |
| 2011      | Royal Pains               | Toby Thompson             | Episodio: "Me First"                         |
| 2012      | The Vampire Diaries       | Charlotte                 | Episodio: "We'll Always Have Bourbon Street" |
| 2013      | Gilded Lillys             | Criada personal de Violet |                                              |
| 2013      | Betas                     | Jordan Alexis             | 8 episodios                                  |
| 2015      | Grimm                     | Emily Troyer              | Episodio: "Maiden Quest"                     |
| 2015      | Agent X                   | Brenda Pelton / Molly     | Episodio: "Truth, Lies and Consequences"     |
| 2017      | Twin Peaks                | Tracey                    | Episodio: "#3.1"                             |
| 2019      | You / Temporada 2         | Rachel                    | Episodio: "6 - Adiós, mi conejito"           |
| 2020      | Perry Manson              | Velma                     | 2 episodios                                  |
| 2020      | Good Girls                | Lila                      | 2 episodios                                  |
| 2019-2023 | Doom Patrol               | Casey Brinke / Space Case | 3 episodios                                  |